# Zack Rosen
Zack Rosen (Colonia, Nueva Jersey, 14 de marzo de 1989) es un exjugador de baloncesto estadounidense con pasaporte israelí que jugó tres años como profesional en aquel país. Con 1,85 metros de estatura, lo hacía en la posición de base.

## Trayectoria deportiva

### Universidad
Jugó cuatro temporadas con los Quakers de la Universidad de Pensilvania, en las que promedió 14,7 puntos, 3,3 rebotes, 5,0 asistencias y 1,3 robos de balón por partido. En sus tres últimas temporadas fue incluido en el mejor quinteto de la Ivy League, siendo además elegido en 2012 como Jugador del Año de la conferencia. En su último año logró además el Trofeo Robert V. Geasey que se otorga al mejor jugador de la denominada Philadelphia Big 5, una asociación informal de programas deportivos universitarios en Filadelfia (Pensilvania). Acabó su carrera como líder histórico de los Quakers en asistencias (588), partidos como titular (115) y minutos jugados (4.198).

### Profesional
Tras no ser elegido en el Draft de la NBA de 2012, disputó las Ligas de Verano de la NBA con los Philadelphia 76ers, promediando en cuatro partidos 3,0 puntos y 3,2 asistencias. Firmó posteriormente su primer contrato profesional con el Hapoel Holon de la Ligat ha'Al de Israel, donde jugó una temporada en la que promedió 6,0 puntos y 1,8 rebotes por partido.
En agosto de 2013 firmó contrato por dos años con el Hapoel Jerusalem B.C., pero solo llegó a disputar 13 partidos, en los que promedió 2,6 puntos y 1,4 asistencias. En noviembre se desvincula del equipo y ficha por el Maccabi Ashdod B.C.. Allí acabó la temporada promediando 10,1 puntos y 6,2 asistencias por partido, que le sirvieron para renovar por una temporada más.